# Auchan 2-es busz (Debrecen)
A debreceni Auchan 2-es buszjárat a Doberdó utca és az Auchan Áruház között közlekedett. 2011. december 3-tól a Decathlon Áruháznál is megálltak a buszok. 2014-től az A2-es járat vette át a helyét, melyet már a DKV Zrt. üzemeltet.

## Útvonala
| Doberdó utca– Auchan Áruház: | Auchan Áruház– Doberdó utca: |
| --- | --- |
| - Doberdó utca - Csokonai Vitéz Mihály Gimnázium - Mikszáth Kálmán utca - DAB-székház - Kertváros - Füredi kapu - Decathlon Áruház - Auchan Áruház | - Auchan Áruház - Decathlon Áruház - Füredi utca - Kertváros - DAB-székház - Mikszáth Kálmán utca - Csokonai Vitéz Mihály Gimnázium - Doberdó utca |

## Megállóhelyek

### Doberdó utca - Auchan Áruház
| idő | megállóhely neve                |
| --- | ------------------------------- |
| 0   | Doberdó utca                    |
| 2   | Csokonai Vitéz Mihály Gimnázium |
| 3   | Mikszáth Kálmán utca            |
| 5   | DAB-székház                     |
| 8   | Kertváros                       |
| 10  | Füredi kapu                     |
| 12  | Decathlon Áruház                |
| 14  | Auchan Áruház                   |

### Auchan Áruház - Doberdó utca
| idő | megállóhely neve                |
| --- | ------------------------------- |
| 0   | Auchan Áruház                   |
| 2   | Decathlon Áruház                |
| 5   | Füredi utca                     |
| 6   | Kertváros                       |
| 9   | DAB-székház                     |
| 10  | Mikszáth Kálmán utca            |
| 10  | Csokonai Vitéz Mihály Gimnázium |
| 13  | Doberdó utca                    |

## Járatsűrűség
A járatok 8:30 és 20:00 között közlekedtek. Egy nap csak 8 járatot indítottak.